# Aranyosszék (hetilap)
Aranyosszék radikális szemléletű politikai, társadalmi és közgazdasági hetilap Tordán (1932-1940).
Első száma 1932. július 30-án jelent meg. Felelős szerkesztője Heltmann Ervin, főszerkesztő Várfalvi Mór (1934-36), társszerkesztő Dávid György (1937-38). A lap felkarolta a Balázs Ferenc-féle falukutató és vidékfejlesztő mozgalmat, beszámolt az illegális kommunista párt vezette helyi megmozdulásokról. 1935-től önálló Irodalmi Mellékletet indított Aranyosszék falusi dolgozói számára; a megjelent három füzetben Pálfy Miklós Édes anyaföld című novellája folytatódik. A lap 1940 decemberében szűnt meg.